# Кария водная
Ка́рия во́дная (лат. Cárya aquática) — вид растений из рода Гикори (Carya) семейства Ореховые (Juglandaceae), произрастающий в Северной Америке (США).

## Ботаническое описание
Дерево, до 35 (46) м высотой. Ствол до 1 м в диаметре. Крона округлая. Листья очередные, непарноперистые, до 40 (60) см длиной, листочков (5) 9—11 (13).
Семена очень горькие.

## Синонимы вида
- Juglans aquatica F.Michx. (1811)basionym
- Hicoria aquatica (F.Michx.) Britton (1888)